# Neotrogla
Neotrogla (лат.) — род пещерных сеноедов (семейство Prionoglarididae), у которых обнаружена смена половых ролей самок и самцов (самки играют активную роль). Южная Америка: Бразилия. 4 вида.

## Описание
У представителей этого пещерного рода (их длина около 3 мм) обнаружена уникальная в природе смена ролей самок (у которых развился пенис) и самцов (пенис редуцирован) при спаривании. Самки обладают длинным пенисовидным отростком (его длина достигает 15 % общей длины тела; получил название гиносома, gynosome), а у самцов вместо пенисов половые органы упрощены до трубковидной вагины (вместо пениса сильно редуцированная фаллосома). Именно самка «заякоривает» самца (вводя свою гиносому в его тело). Процесс спаривания продолжается 40—70 часов. Предположительно, самки получают от партнёров не только сперму с наследственным материалом для размножения, но и важную в условиях скудности пищевых ресурсов в сухих бразильских пещерах питательную семенную жидкость. Хотя и у некоторых других животных известны случаи частичной смены сексуальных ролей, где самка ведёт жизнь либо в качестве промискуитетного полового агрессора (например, скорпионницы), а другие поменяли анатомию, где самка пенетрирует мужские органы (морские коньки), ни один не развил полную реверсию половых ролей и анатомические изменения, как у сеноедов рода Neotrogla. Это первый в дикой природе настоящий женский пенис (с развитой мускулатурой и крючками).
Род был впервые выделен в 2010 году швейцарским энтомологом Чарлзом Лиенхардом (Charles Lienhard; Natural History Museum of the City of Geneva, Женева, Швейцария).
- Neotrogla aurora Lienhard, 2010
- Neotrogla brasiliensis Lienhard, 2010
- Neotrogla curvata Lienhard & Ferreira 2013[7]
- Neotrogla truncata Lienhard, 2010